# إي بي أر سي جاغوار
إي بي أر سي جاغوار هي مدرعة استطلاع وقتال فرنسية، دخلت الخدمة في 2020 ومن المخطط أن يشتري الجيش الفرنسي 300 منها.